# Joseph S. Clark
Joseph Sill Clark Jr. (ur. 21 października 1901 w Filadelfii, zm. 12 stycznia 1990 tamże) – amerykański polityk z Pensylwanii, działacz Partii Demokratycznej. W latach 1957–1969 reprezentował ten stan w Senacie Stanów Zjednoczonych. Wcześniej, w latach 1952–1956 był burmistrzem Filadelfii.